# 57 de l'Àguila
57 de l'Àguila (57 Aquilae) és una estrella de la constel·lació de l'Àguila. Té una magnitud aparent de 5,28. Les components, de la 6a magnitud, es poden resoldre usant un petit telescopi.